# Kongens Nytorv station
Kongens Nytorv station är en järnvägsstation i  Köpenhamn som betjänar samtliga fyra linjer på Köpenhamns metro. Den ligger på Kongens Nytorv vid varuhuset Magasin du Nord som har ingång från stationen.
Kongens Nytorv station öppnade 19 oktober 2002 tillsammans med linjerna M1 och M2. Sedan 2019 betjänar den också Cityringen (M3) och från 2020 även linje M4 från en egen perrong.

## Galleri

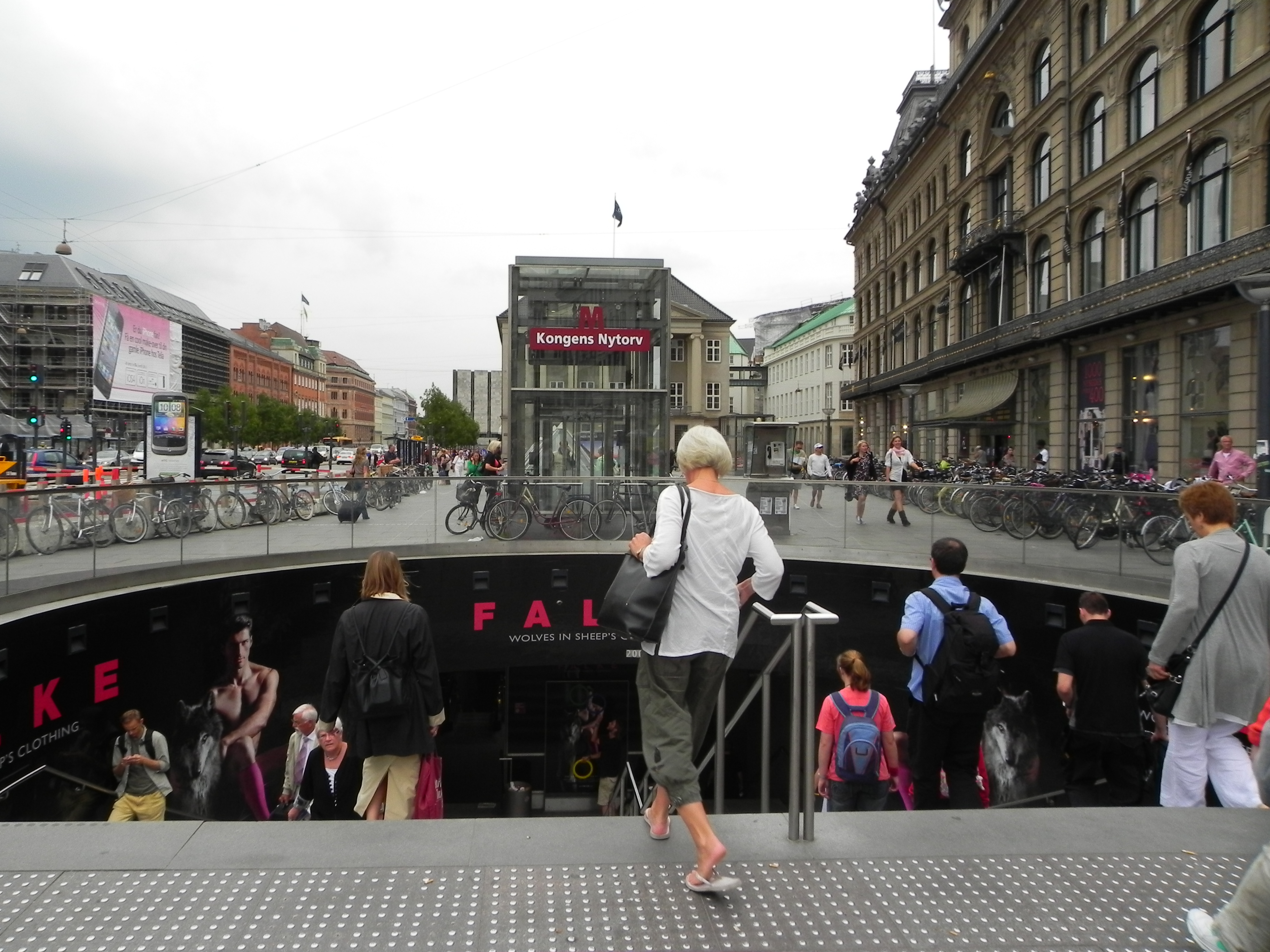
Ingång till stationen.
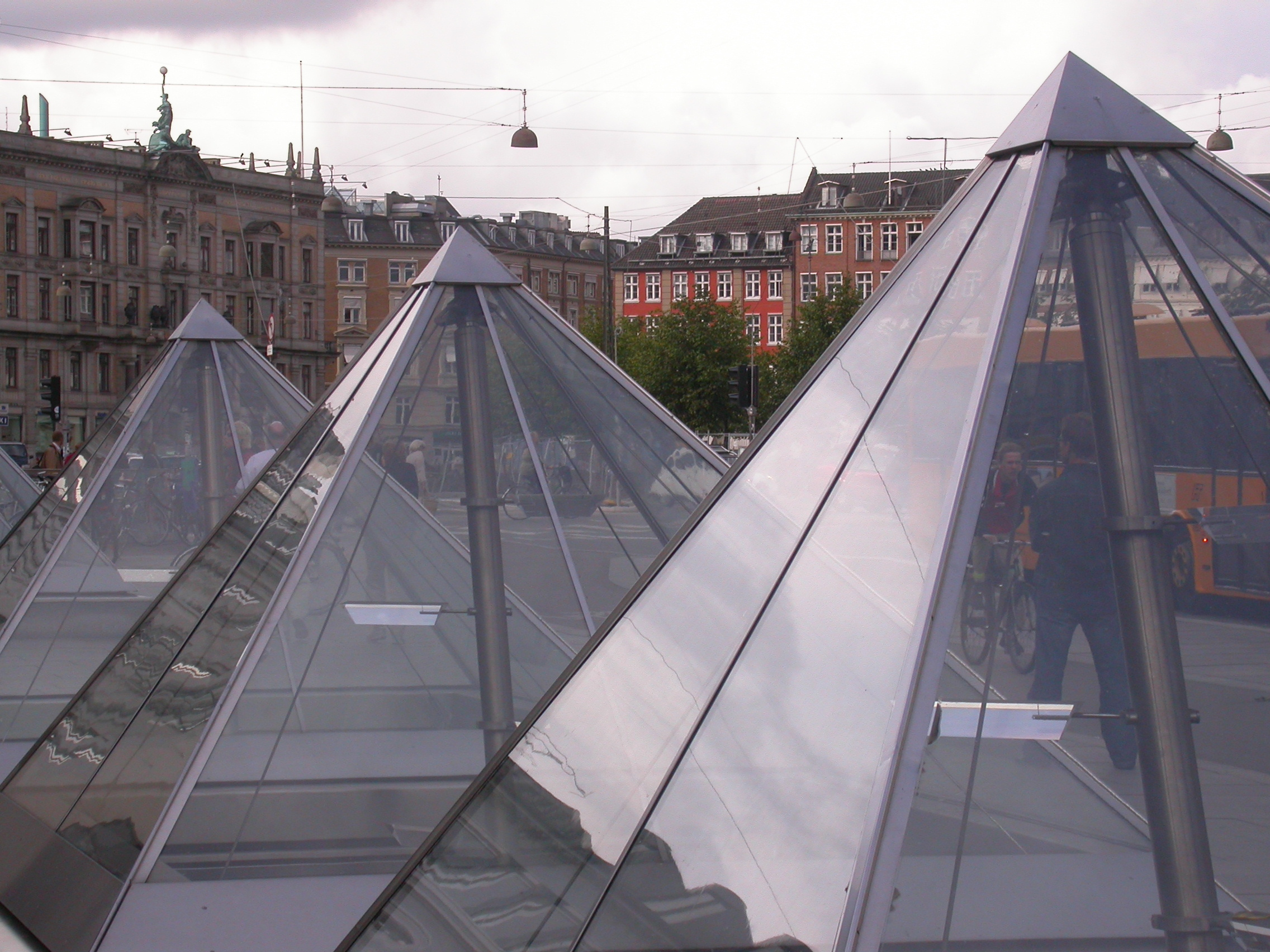
Lanterniner.
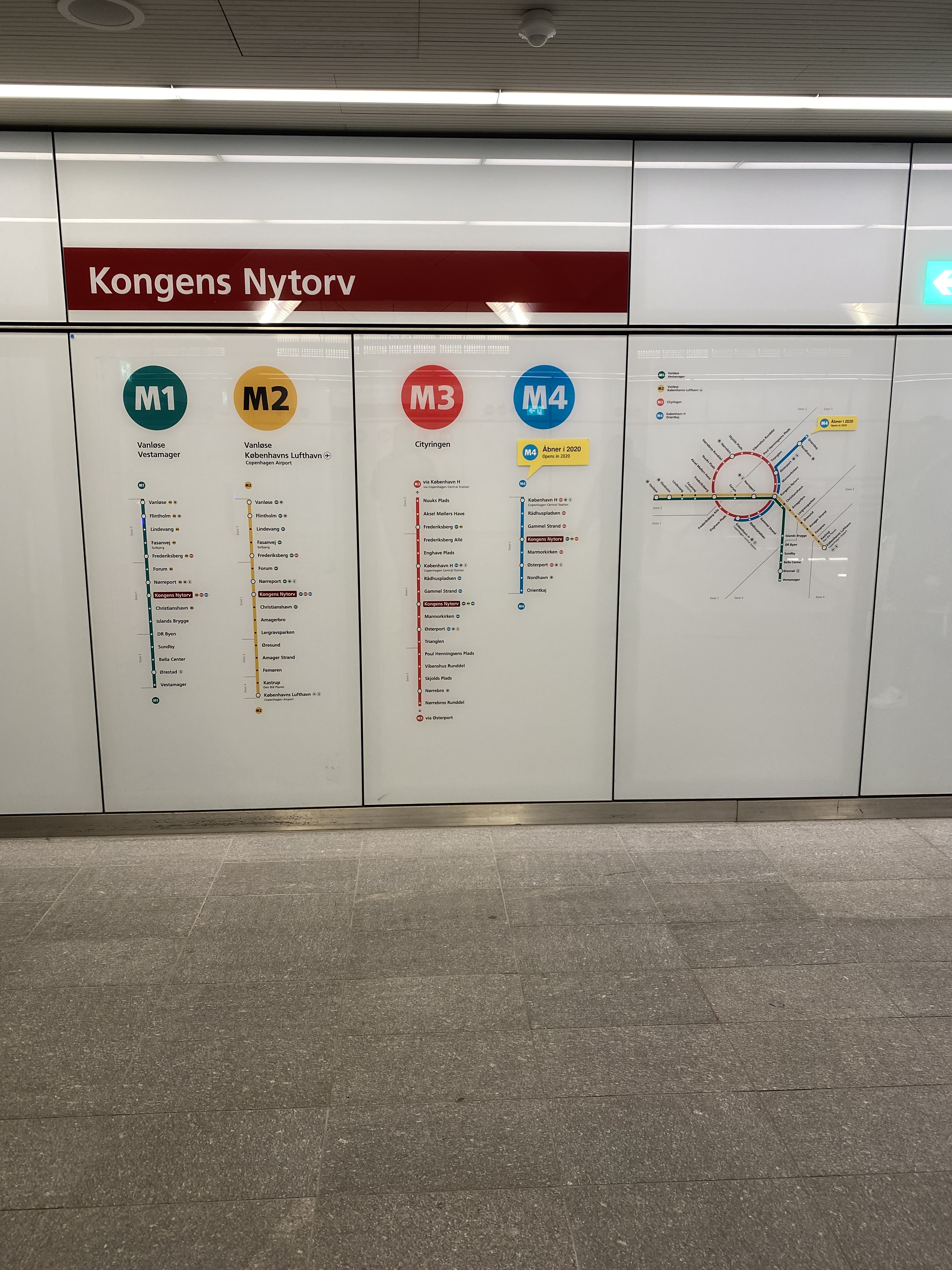
Linjekarta.